# Гордост (филм)
„Гордост“ (на английски: Pride) е британски исторически трагикомичен филм от 2014 г. на режисьора Матю Уорхус. Премиерата е на 23 май 2014 г. на кинофестивала в Кан, а по кината във Великобритания филмът излиза на 12 септември 2014 г.

## Актьорски състав
- Джордж Маккей – Джо Купър
- Бен Шнецър – Марк Аштън
- Джо Гилгън – Майк Джаксън
- Фей Марсей – Стефани Чеймбърс
- Бил Наи – Клиф Бари
- Имелда Стонтън – Хефина Хедон
- Пади Консидайн – Даи Донован
- Доминик Уест – Джонатан Блейк
- Андрю Скот – Гетин Робъртс
- Джесика Гънинг – Шан Джеймс
- Лиз Уайт – Маргарет Донован
- Фреди Фокс – Джеф Коул

## Награди и номинации
| Категория                                            | Номиниран(и)                          | Резултат                              |
| Награда на БАФТА (8 февруари 2015 г.)                | Награда на БАФТА (8 февруари 2015 г.) | Награда на БАФТА (8 февруари 2015 г.) |
| ---------------------------------------------------- | ------------------------------------- | ------------------------------------- |
| Дебют на британски сценарист, режисьор или продуцент | Стивън Бересфорд и Дейвид Ливингстоун | награда                               |
| Най-добър британски филм                             | Най-добър британски филм              | номинация                             |
| Най-добра актриса в поддържаща роля                  | Имелда Стонтън                        | номинация                             |
| Златен глобус (11 януари 2015 г.)                    |                                       |                                       |
| Най-добър филм – мюзикъл или комедия                 | Най-добър филм – мюзикъл или комедия  | номинация                             |